# اورکیته
اورکیته (از کلمه ایتالیایی orecchia به معنای «گوش» و پسوند -etta) نوعی پاستا است که مختص منطقه آپولی در ایتالیا است. نام آن از شکلش گرفته شده که به گوش کوچک شباهت دارد.

## توصیفات
یک اورکیته به شکل گنبدی کوچک با مرکزی نازک‌تر از لبه‌اش و سطحی زبر است. مانند سایر انواع پاستا، اورکیته‌ها از گندم دوروم و آب تهیه می‌شوند و به ندرت در آنها از تخم‌مرغ استفاده می‌گردد. در آشپزی سنتی ایتالیایی جنوبی، خمیر را رول کرده و سپس به شکل مکعب‌هایی برش می‌زنند. هر مکعب با چاقو فشار داده می‌شود و در حین کشیدن آن روی تخته، به سمت داخل می‌پیچند (که به آن کواتلو می‌گویند). سپس شکل آن روی انگشت شست برعکس می‌شود.

## نام‌ها و تغییرات
در زبان عامیانه تارانتو به آنها recchietedde یا chiancaredde می‌گویند.
در سیسترنینو، اورکیته‌ها از گندم دوروم تهیه می‌شوند؛ آن‌ها بزرگ‌تر هستند و شکل متفاوتی دارند، با شیارهای داخلی عمیق که بسیار شبیه به گوش است. به آن‌ها recchie d' privte (به معنای واقعی «گوش‌های کشیش») گفته می‌شود. غذای سنتی تعطیلات، اورکیته با راگو خرگوش است.
کواتلی، استراسیناتی (در زبان باری به آن strascinate گفته می‌شود) و سنسیونی مانند اورکیته تهیه می‌شوند، اما مرحله نهایی شکل‌دهی به شکل گود (مقعر) در آن وجود ندارد. استراسیناتی و سنسیونی معمولاً بزرگ‌تر از اورکیته هستند.
در چین، نوع مشابهی از پاستا به نام 猫耳朵 (māo ěr duǒ, به معنای واقعی «گوش‌های گربه») شناخته می‌شود.

## غذاها
اورکیته معمولاً با گوشتی مانند گوشت خوک، کپر و یک شراب سفید شفاف سرو می‌شود.
یک غذای سنتی از آپولی اورکیته آله چیمه دی رپا است، که شامل اورکیته و راپینی، که به آن‌ها سر کلم نیز گفته می‌شود، است. بروکلی یا گل کلم نیز به عنوان جایگزین به‌طور گسترده‌ای استفاده می‌شود. به ویژه در اطراف کاپیتاناتا و سالنتو، اورکیته به‌طور سنتی با سس گوجه‌فرنگی (al sugo) سرو می‌گردد، گاهی با کوفته قلقلی گوشت‌چرخ‌کرده‌های کوچک یا پاشیدن ریکوتا یا ریکوتا فورت سرو می‌شود.
کتاب آشپزی ایتالیایی Il cucchiaio d'argento (قاشق نقره‌ای) پیشنهاد می‌کند که اورکیته برای سس‌های سبزیجات ایده‌آل است.

## اورکیت در قرن ۲۱
در سال ۲۰۱۹، روزنامه نیویورک تایمز مقاله‌ای با عنوان “جرم پاستاً منتشر کرد. یک رستوران در باری، ایتالیا، به استفاده از اورکیته‌های غیرقابل ردیابی متهم شد. باری به خاطر خیابان‌هایش که پر از «نونا» های مادربزرگ است که پاستای خانگی می‌فروشند، شناخته شده است. طبق قوانین ایتالیا، فروش کیسه‌های کوچک به افراد مجاز است، اما ارسال به رستوران‌ها بدون مجوز فروش، غیرقانونی است.
در سال ۲۰۲۳، برند دولچه و گابانا یک تبلیغ در آپولی برای مجموعه‌های Alta Moda, Alta Sartoria و Alta Gioielleria خود فیلمبرداری کرد. اورکیته‌های دست‌ساز در این تبلیغ به نمایش درآمدند. طراح تاریخچه اورکیته را در وب‌سایت خود معرفی کرده است.